# روبرت إي. ماكلولين
روبرت إي. ماكلولين (بالإنجليزية: Robert Emmet McLaughlin)‏ هو صحفي أمريكي، ولد في 21 سبتمبر 1908، وتوفي في 23 أكتوبر 1973.

## وصلات خارجية
- روبرت إي. ماكلولين على موقع قاعدة بيانات برودواي على الإنترنت (الإنجليزية)